# Iglesia de Santa Margarita (Westminster)
La iglesia anglicana de Santa Margarita, en Westminster, históricamente parte de los cientos de Ossulstone del condado de Middlesex, está situada en los terrenos de la abadía de Westminster en Parliament Square y es la iglesia del Parlamento Británico. Está dedicada a Margarita de Antioquía.
Fue fundada en el siglo xii por monjes benedictinos, para que las poblaciones que vivían en los alrededores de la abadía de Westminster pudieran dar culto por separado en su propia iglesia más simple. Fue reconstruida entre 1486 a 1523. Se convirtió en la parroquia del palacio de Westminster en 1614, cuando los puritanos del siglo xviii muy descontentos con la liturgia de la abadía, optaron por celebrar servicios en Santa Margarita, una práctica que desde entonces ha seguido.
La torre noroeste fue reconstruida por John James entre 1734 y 1738, así como toda la estructura que se construyó con piedra de Portland. Tanto el porche oriental como el occidental se añadieron más tarde por J.L. Pearson. El interior de la iglesia fue restaurado y modificado en gran medida por George Gilbert Scott en 1877, en el contexto de las restauraciones victorianas, a pesar de que muchas de las características Tudor se han mantenido.
Algunas de las características más notables son: la ventana oriental de 1509 de cristal flamenco, creada para recordar los esponsales de Catalina de Aragón con el príncipe Arturo Tudor, el hermano mayor de Enrique VIII. Otras ventanas conmemoran a William Caxton, dueño de la primera imprenta británica, que fue enterrado en la iglesia en 1491; Walter Raleigh, ejecutado en el Old Palace Yard y enterrado en la iglesia en 1618, y el poeta John Milton, un fiel de la iglesia. El coleccionista Henry Constantine Jennings también está enterrado allí.
La iglesia ha sido un lugar muy común para las bodas, entre ellas las de Samuel Pepys y Winston Churchill. El conjunto de Santa Margarita, el palacio de Westminster y la abadía de Westminster son Patrimonio de la Humanidad desde 1987.